# Nuevo Paraíso (Orellana)
Nuevo Paraíso (spanisch für „neues Paradies“) ist eine Parroquia rural („ländliches Kirchspiel“) im Kanton Francisco de Orellana der ecuadorianischen Provinz Orellana. Sitz der Verwaltung ist Unión Chimborazo, etwa 10 km nördlich der Provinzhauptstadt Puerto Francisco de Orellana gelegen. Die Parroquia besitzt eine Fläche von 306,4 km². Die Einwohnerzahl lag im Jahr 2010 bei 2717. Die Parroquia wurde am 30. Juli 1998 gemeinsam mit der Provinz Orellana sowie weiteren Parroquias gegründet.

## Lage
Die Parroquia Nuevo Paraíso liegt in einer vorandinen Region am Westrand des Amazonastieflands. Der Río Napo begrenzt das Gebiet im Süden. Der Río Payamino begrenzt das Gebiet im westlichen Süden, dessen Nebenfluss Río Punino im Südwesten. Im Osten reicht die Parroquia bis an das Westufer des nach Süden fließenden Río Coca. Die Fernstraße E45A führt durch den äußersten Osten der Parroquia und verbindet dabei Puerto Francisco de Orellana mit La Joya de los Sachas.
Im Osten, jenseits des Río Coca, befindet sich die Parroquia San Sebastián del Coca im Kanton La Joya de los Sachas. Die Parroquia Nuevo Paraíso grenzt im östlichen Süden an Puerto Francisco de Orellana, im westlichen Süden sowie im Westen an die Parroquia San Luis de Armenia, im äußersten Nordwesten an die Provinz Napo mit der Parroquia Gonzalo Díaz de Pineda (Kanton El Chaco) sowie im Norden an die Parroquia San José de Guayusa.